# Měsíční fáze

Schéma vzniku měsíčních fází: Pozorované osvětlení záleží na poloze Měsíce vůči Zemi

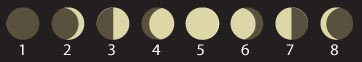
Jednotlivé fáze Měsíce: 1 nov, 3 první čtvrt, 5 úplněk, 7 poslední čtvrt

Měsíční fáze se rozlišují podle toho, jak velká část Měsíce ozářená Sluncem je pozorována ze Země. To se mění vlivem oběhu Měsíce kolem Země, který trvá přibližně 29,5 dní (synodický měsíc). S touto periodou se opakují jednotlivé fáze od novu přes dorůstající srpek, první čtvrt, úplněk, poslední čtvrt, couvající srpek až po další nov.
Cyklus, během kterého se vystřídají všechny měsíční fáze, se označuje také jako lunace. Mezinárodní astronomická unie rozhodla,[zdroj⁠?!] že jednotlivé lunace se od 17. ledna 1923 číslují pořadovými čísly. Lunace začínají vždy novem.
Fáze lze pozorovat také u jiných těles sluneční soustavy, např. u planety Venuše.

## Označení fází
Označujeme čtyři hlavní měsíční fáze:
- Nov – Měsíc se nachází mezi Sluncem a Zemí a je k ní proto přivrácen neosvětlenou stranou.
- První čtvrt – [pozn. 1] Po novu před úplňkem připomíná Měsíc tvar písmene D,[pozn. 2] říká se o něm, že „dorůstá“.
- Úplněk – Měsíc se nachází na opačné straně než Slunce a k Zemi je přivrácen osvětlenou stranou.
- Poslední čtvrt[pozn. 1] – Po úplňku před novem připomíná Měsíc tvar písmene C,[pozn. 2] říká se o něm, že „couvá“.

V latině se přitom fáze dorůstání označovala jako cresco (rostu), fáze ubývání jako decresco (zmenšuji se), tvar Měsíce ukazoval na opačnou fázi, a proto byl nazýván největším lhářem (Luna mendax maximus).

## Slapové jevy
Podle fáze Měsíce lze určit, jak výrazný bude příliv a odliv. Jejich výše se mění podle vzájemné polohy Slunce – Země – Měsíc: pokud stojí v jedné linii (při úplňku a novu), slapové síly Slunce a Měsíce se sčítají a příliv a odliv jsou výrazné (tzv. skočný příliv a odliv); pokud svírají pravý úhel (při první a poslední čtvrti), slapové síly Slunce oslabují síly Měsíce a příliv a odliv jsou nevýrazné (tzv. hluchý příliv a odliv).

## Vliv na živočichy
Někteří živočichové reagují na světlo měsíční fáze. Patří mezi ně například:
- Polypy korálů[4] ve Velkém bariérovém útesu, k jejichž rozmnožování dochází v říjnu a listopadu, po období úplňku.
- Gavún štíhlý se páří v květnu a v červnu při pobřeží Severní Ameriky v době úplňku nebo po novu.
- Některé můry jsou přitahovány měsíčním svitem a poté jsou prouděním vzduchu unášeny na velké vzdálenosti.

Měsíční světlo slouží běžně k orientaci a navigaci.

## Vliv na člověka
Podle pověstí mají některé měsíční fáze určitý vliv na některá mytická stvoření. Magická moc byla přisuzována především úplňku, při němž se např. vlkodlaci proměňují do své vlčí podoby.
Světlo Měsíce také působí v jistých ohledech na kvalitu lidského spánku. Na náměsíčnost ale Měsíc vliv nemá. Fáze neovlivňuje spánek a zdraví člověka ani o procento.
Ženský menstruační cyklus je podle lidských představ měsíčními fázemi ovlivňován a tenduje k synchronizaci. Fáze menstruace má mít sklon posouvat se k období novu, nebo úplňku, ovulace potom probíhá v opačné fázi měsíčního cyklu. Většina studií ale tyto tendence neprokázala a to ani ve vztahu k porodnosti.